# Oita University
Oita University (jap. 大分大学 Ōita Daigaku) – japońska uczelnia państwowa w mieście Ōita, stolicy prefektury Ōita.

## Historia
Placówka została założona w maju 1949 i miała dwie jednostki organizacyjne: Wydział Sztuk Wyzwolonych i Wydział Ekonomii. W 1966 ten pierwszy stał się Wydziałem Edukacji. W 1972 utworzono Wydział Inżynierii, w 1974 – Centrum Nauk o Zdrowiu, w 1990 – Centrum Przetwarzania Informacji, w 1992 – Centrum Badawczo-Rozwojowe. Później uruchamiano kolejne centra badawcze. W kwietniu 2003 przyłączono, założony w 1976, Uniwersytet Medyczny w Ōita. W ramach reformy uczelni państwowych w kwietniu 2004 uczelnia uzyskała status narodowej korporacji uniwersyteckiej (国立大学法人 kokuritsu daigaku hōjin).

## Jednostki organizacyjne
W skład uczelni wchodzą:
- Wydział Edukacji i Opieki Społecznej, powstały w 1999 z Wydziału Edukacji[2]
- Wydział Ekonomii[3]
- Wydział Medycyny[4]
- Wydział Inżynierii[5].